# Kosowiec (Piecki)
Kosowiec (deutsch Kollogienen, auch: Collogienen, 1926 bis 1945 Modersohn) ist ein kleiner Ort in der polnischen Woiwodschaft Ermland-Masuren. Er gehört zur Landgemeinde Piecki (deutsch Peitschendorf) im Powiat Mrągowski (Kreis Sensburg).

## Geographische Lage
Kosowiec liegt südlich des Großen Kollogiener Sees (auch: Großer Kalgiener See, polnisch Jezioro Kołowin) in der südlichen Mitte der Woiwodschaft Ermland-Masuren, 18 Kilometer südöstlich der Kreisstadt Mrągowo (deutsch Sensburg).

## Geschichte
Die nach 1785 Collogienen, nach 1871 Colloginen und bis 1926 Kollogienen genannte Försterei wurde um 1550 gegründet. Sie gehörte bis 1945 zum Staatsforst Kruttinnen (polnisch Krutyń) und wurde am 30. September 1929 in die Gemeinde Zollernhöhe (bis 1906 Czierspienten, polnisch Cierzpięty) eingegliedert. Bereits am 26. Juli 1926 wurde Kollogienen in Modersohn umbenannt.
Im Jahre 1945 kam das südliche Ostpreußen in Kriegsfolge zu Polen, und mit ihm auch Modersohn. Heute ist es eine Osada lesna („Forstsiedlung“) innerhalb der Landgemeinde Piecki (Peitschendorf) im Powiat Mrągowski (Kreis Sensburg), bis 1998 der Woiwodschaft Olsztyn, seither der Woiwodschaft Ermland-Masuren zugehörig.

## Kirche
Bis 1945 war Kollogienen resp. Modersohn in die evangelische Kirche Aweyden in der Kirchenprovinz Ostpreußen der Kirche der Altpreußischen Union sowie in die katholische St.-Adalbert-Pfarrkirche in Sensburg im damaligen Bistum Ermland eingepfarrt.
Heute gehört Kosowiec zur evangelischen Pfarrkirche Mrągowo mit der Filialgemeinde Nawiady in der Diözese Masuren der Evangelisch-Augsburgischen Kirche in Polen, außerdem zur katholischen Pfarrei Nawiady im jetzigen Erzbistum Ermland in der polnischen katholischen Kirche.

## Verkehr
Am Rande von Kosowiec verläuft die Woiwodschaftsstraße 610, die Piecki (Peitschendorf) über Ukta (Alt Ukta) mit Ruciane-Nida (Rudczanny/Niedersee-Nieden) verbindet. Kleine Nebenstraßen führen aus den Nachbardörfern Cierzpięty (Zollernhöhe, bis 1906 Czierspienten) und Kołowin (Kollogienen, 1938 bis 1945 Kalgienen) nach hier. Eine Bahnanbindung gibt es nicht.